# 庫塔爾米什
庫塔爾米什（土耳其語：Kutalmış、英語：Kutalmish），又譯庫塔爾梅什、庫塔爾穆什、古塔兒迷失，是土耳其歷史裡一位生活在十一世紀的人物。他有一位叫蘇萊曼沙阿一世的兒子，日後建立了魯姆蘇丹國。

## 羅姆蘇丹國
塞爾柱人庫塔爾米什是部族長老伊斯拉里之子，首任賽爾柱蘇丹圖赫里勒·貝格的表兄弟，在塞爾柱部族的擴張裡起了重要作用。圖赫里勒死後由幼小的繼承人繼位，庫塔爾米什主張他是王族成員中最年長者。他聯合地方叛軍，與同樣覬覦蘇丹大位的阿爾普·阿爾斯蘭爭奪繼承權，在達姆甘之戰中兵敗、並在行軍途中意外落馬而死。他的兒子蘇萊曼沙阿一世被流放，並在1073年被马立克沙一世重新任命為魯姆蘇丹國的蘇丹。
| 前任： 新成立 | 塞爾柱王朝領袖 ?–1063年 | 繼任： 蘇萊曼沙阿一世 |